# Епархия Осорно
Епархия Осорно (лат. Dioecesis Osornensis) — епархия Римско-Католической церкви с центром в городе Осорно, Чили. Епархия Осорно распространяет свою юрисдикцию на территорию провинции Осорно. Епархия Осорно входит в митрополию Пуэрто-Монта. Кафедральным собором епархии Осорно является церковь святого апостола Матфия.

## История
15 ноября 1955 года Римский папа Пий XII издал буллу Christianorum, которой учредил епархию Осорно, выделив её из архиепархии Пуэрто-Монта и епархии Вальдивии.

## Ординарии епархии
- епископ Francisco Maximiano Valdés Subercaseaux (20.06.1956 — 4.01.1982)
- епископ Miguel Caviedes Medina (8.11.1982 — 19.02.1994), назначен епископом Санта-Мария-де-Лос-Анхелеса
- епископ Алехандро Гоич Кармелич (27.10.1994 — 10.07.2003)
- епископ René Osvaldo Rebolledo Salinas (8.05.2004 — 14.12.2013), назначен архиепископом Ла-Серены;
- епископ Juan de la Cruz Barros Madrid (10.01.2015 — 12.06.2018[1]).

## Источник
- Annuario Pontificio, Libreria Editrice Vaticana, Città del Vaticano, 2003, ISBN 88-209-7422-3
- Булла Christianorum, AAS 48 (1956), стр. 197 (лат.)